# Филд, Сэм
Сэмьюэл Эдвард Филд (англ. Samuel Edward Field; 8 мая 1998 года, Гримсби, Англия) — английский футболист, полузащитник клуба «Куинз Парк Рейнджерс».

## Клубная карьера
В мае 2016 года, в конце чемпионата 2015/2016, был вызван в основную команду. 15 мая 2016 года дебютировал в Премьер-лиге в матче против «Ливерпуля», выйдя на замену на 86-й минуте вместо Джеймса Макклейна. Был назван лучшим игроком академии «Альбион». 29 июня 2016 года подписал свой первый профессиональный контракт с клубом на один год с возможностью продления ещё на один.
28 августа 2016 года впервые появился в основном составе, в поединке против «Мидлсбро».

## Карьера в сборной
3 июня 2016 года дебютировал в юношеской сборной Англии до 18 лет в поединке против сверстников из Южной Кореи и был удалён с поля за две жёлтые карточки.